# Tautoneura leucothoe
Tautoneura leucothoe är en insektsart som först beskrevs av George Willis Kirkaldy 1907.  Tautoneura leucothoe ingår i släktet Tautoneura och familjen dvärgstritar.
Artens utbredningsområde är Fiji. Inga underarter finns listade i Catalogue of Life.